# شرکت ملی صنایع پتروشیمی ایران
شرکت ملی صنایع پتروشیمی ایران، شرکت دولتی صنایع شیمیایی و پتروشیمی ایرانی است، که زیرمجموعه‌ای از وزارت نفت ایران می‌باشد. این شرکت وظیفه مدیریت و گسترش عملیات صنایع شیمیایی و پتروشیمیایی کشور را برعهده دارد. این شرکت در سال ۱۳۴۳ توسط شرکت ملی نفت ایران، تحت عنوان «واحد تولیدی کود شیمیایی شیراز» تأسیس شد و هم‌اکنون پس از شرکت سابک دومین تولید کنندهٔ محصولات پتروشیمی در خاورمیانه می‌باشد.
مالک این شرکت دولت ایران است و با وجود داشتن پیشوند ملی، هیچگاه همه یا حتی بخشی از سهام شرکت صنایع پتروشیمی و ۳ شرکت دیگر تابعه وزارت نفت ایران، به‌شکل سهام عدالت یا عرضه اولیه در بورس، در اختیار مردم ایران قرار نگرفته‌است.

## تاریخچه
شرکت ملی صنایع پتروشیمی با بهره‌برداری از واحد تولید کود شیمیایی شیراز، در سال ۱۳۴۲ در مرودشت آغاز به کار کرد. این شرکت با گسترش صنعت در قالب سه طرح عمرانی، در فاصله سال‌های ۱۳۴۲ تا ۱۳۶۵ مرحله توسعه نخستین خود را پشت سر گذاشت. فعالیت این شرکت در زمینه تولید کود شیمیایی و مواد اساسی پتروشیمیایی و شیمیایی باعث خودکفایی ایران از مواد نامبرده شد. راه‌اندازی مجتمع‌های پتروشیمی گوناگون مانند: فارابی، خارک، پاسارگاد، کربن اهواز، رازی (شاپور سابق) و طرح‌های توسعه پتروشیمی شیراز، از اقدامات این شرکت در مرحله گسترش آغازین خود بوده‌است.

## فعالیت‌ها
فعالیت‌های شرکت ملی صنایع پتروشیمی ایران در سال‌های جنگ ایران و عراق تا اواسط سال ۱۳۶۷ به حداقل خود رسید. با این وجود، این شرکت طرح توسعه پتروشیمی شیراز را در این مرحله زمانی تکمیل کرد. همچنین روند فعالیت این شرکت در احداث پالایشگاه اراک متوقف گردید.
پس از جنگ، شرکت ملی صنایع پتروشیمی ایران، مرحله تجدید حیات و نوسازی را شروع کرد. بازسازی مجتمع‌های خسارت دیده در جنگ، در طول برنامه اول توسعه، در سال‌های ۱۳۶۸ تا ۱۳۷۳، بهره‌برداری از طرح‌های بنیادی مانند پتروشیمی اصفهان، پتروشیمی شازند اراک و تکمیل مجتمع بندرامام گسترش صادرات و خصوصی‌سازی و سود دهی در برنامه پنج ساله دوم در سال‌های ۱۳۷۴ تا ۱۳۷۸ و افزایش تولید سالانه تولیدات از ۴/۲ به ۱۱ میلیون تن در سال، با بهره‌برداری از برنامه‌های باقی‌مانده از برنامه پنج ساله اول، از اقدامات و پیشرفت‌های این شرکت، در مرحله بازسازی و تجدید حیات شرکت ملی صنایع پتروشیمی ایران، به‌شمار می‌رود.

## صنایع پایین‌دستی
با توجه به وابسته بودن ایران از منظر تأمین منابع پروتئین دامی نظیر کنجاله سویا و پودر ماهی به واردات، یکی از مهم‌ترین استعدادهای صنایع پتروشیمی ایران در حوزه صنایع پایین‌دستی را می‌توان تولید پروتئین تک‌یاخته از متانول دانست که هم‌اکنون توسط بسیاری از کشورهای نفتی نظیر روسیه، نروژ و اخیراً عربستان سعودی، به‌شکل انبوه توسط هلدینگ‌های پتروشیمی تولید می‌شود.